# Заполье (Добручинская волость)
Заполье — деревня в Гдовском районе Псковской области России. Входит в состав Добручинской волости Гдовского района.

## География
Расположена в 4 км от правого берега реки Плюсса, в 23 км к северо-востоку от Гдова, в 17 км к юго-востоку от волостного центра, деревни Добручи и в 1 км к северу от деревни Зуево.

## История
До 1 января 2006 года деревня входила в состав ныне упразднённой Вейнской волости.

## Население
Численность населения деревни на 2000 год составляла 6 человек, по переписи 2002 года — 5 человек.